# Jocelyne Jocya
Jocelyne Jocya (ur. 7 stycznia 1942, zm. 18 sierpnia 2003 w West Hollywood, Kalifornia) – francuska piosenkarka (jazz i piosenka francuska), autorka tekstów, najbardziej znana z interpretacji piosenki "Bon Voyage", a także obrończyni praw dziecka.
W latach 1958–1980 sprzedała miliony płyt i występowała w najsłynniejszych salach koncertowych całego świata. W 1988 roku założyła Fundację non-profit na rzecz Deklaracji Praw Dziecka. Współpracowała z następującymi wytwórniami płytowymi: Disques Vogue, Decca, JAG Records, PDG Records, CBS Records, czy Polydor.

## Życiorys
Pierwszy ważny moment na drodze do kariery muzycznej Jocelyne Jocya nastąpił kiedy miała 17 lat. Wtedy to, we francuskiej sali koncertowej Olympia, wzięła udział w konkursie talentów o nazwie "Les Nº1 de Demain". Ostatecznie zajęła I miejsce za wykonanie piosenki "Bon Voyage". Wygrała wówczas samochód, kontrakt płytowy, a nade wszystko zyskała uwagę samej Edith Piaf, która przewodniczyła całemu konkursowi. Nagranie piosenki "Bon Voyage" sprawiło, że Jocelyne Jocya stała się postrzegana jako muzyczna gwiazda, a jej singiel sprzedawany był w milionach egzemplarzy na całym świecie.
W niedługim czasie, Jocelyne Jocya stała się protegowaną Edith Piaf, i trzykrotnie zdobyła prestiżową nagrodę muzyczną we Francji o nazwie Le Coq d'Or de la Chanson Française. W latach 1980–1985, kiedy zamieszkała w Los Angeles, Jocelyne Jocya była klientką agencji L'etoile Talent Agencies and CEL Management współpracującej z Robem Cipriano. Była gościem na wielu ważnych imprezach. W 1988 roku założyła Fundację non-profit skupiającą swoje działania na rzecz przestrzegania Deklaracji Praw Dziecka. Wystąpiła na gali charytatywnej w Beverly Wilshire Hotel wraz z następującymi przyjaciółmi: Larry King, Natalie Cole, czy Crenshaw Elite Chore. Fundusze tam zebrane zostały przeznaczone na pomoc dzieciom których prawa są łamane.
Zmarła 18 sierpnia 2003 roku na raka piersi w wieku 61 lat.

## Dyskografia
- 1958 – Bon Voyage
- 1958 – Les Gitans – Vol. 2
- 1958 – Le Coq de la Chanson Française (Compilation)
- 1958 – Chanson Parade Vol. 1 (Compilation)
- 1959 – Pour Peu Qu’on M’aime – Vol. 3
- 1960 – Notre Concerto – Vol. 5
- 1960 – N° 20 (Sonorama)
- 1960 – L’arlequin de Tolède – Vol. 4
- 1961 – Ton Adieu
- 1962 – La Plus Haute Colline
- 1963 – Tout Se Sait un Jour
- 1964 – Il Ne Fallait Pas
- 1967 – Comme les Autres
- 1970 – Douya Douya
- 1980 – Si Tous les Je T’aime

## Trasy koncertowe i performance
- 1957 – L´Olympia Musicorama
- 1958 – L´Olympia Musicorama
- 1958 – Casino Estoril, Portugal
- 1959 – Bobino-Guy Beart
- 1959 – L´Olympia Musicorama
- 1959 – L´Olympia-Marie J Neuville
- 1959 – Alcazar de Marseille
- 1959 – Bal du Moulin Rouge
- 1960 – Alhambra-Discorama
- 1960 – Bobino-Dario Moreno
- 1960 – Alhambra-Discorama
- 1960 – Bobino-Henry Salvador
- 1961 – Alhambra-Nicole Croisille
- 1962 – A.B.C.-Dario Moreno
- 1963 – Alhambra-Discorama
- 1964 – Concert Pacra
- 1966 – Bobino